# آیزاک هایدن
آیزاک هایدن (انگلیسی: Isaac Hayden؛ زادهٔ ۲۲ مارس ۱۹۹۵) بازیکن فوتبال اهل انگلستان است که در پست هافبک دفاعی برای تیم ملی جامائیکا بازی می‌کند.
از باشگاه‌هایی که در آن بازی کرده‌است می‌توان به باشگاه فوتبال آرسنال، باشگاه فوتبال هال سیتی و نیوکاسل اشاره کرد.
وی همچنین در تیم‌های ملی فوتبال انگلستان زیر ۱۶ سال، زیر ۱۷ سال، زیر ۱۸ سال، زیر ۱۹ سال، زیر ۲٠ سال و زیر ۲۱ سال بازی کرده است.